# 안톤 뮈세르트
안톤 아드리안 뮈세르트(Anton Adriaan Mussert, 1894년 5월 11일 ~ 1946년 5월 7일)는 1931년 네덜란드 국가사회주의 운동 (NSB.National Socialist Movement in the Netherland)을 공동 창립한 네덜란드 정치인으로, 1945년 당이 해산될 때까지 지도자를 지냈다. 이로 인해 그는 제2차 세계대전 이전과 전쟁 중에 가장 두드러진 네덜란드 운동 지도자가 되었다. 무세르트는 독일 점령 정부에 부역했지만 실제 권력은 거의 부여받지 못했으며 1942년부터 명목상 Leider van het Nederlandsche Volk ("네덜란드 국민의 지도자")라는 직함을 유지했다. 1945년 5월, 유럽에서 전쟁이 끝나갈 무렵, 무세르트는 연합군에 의해 체포되었다. 그는 반역죄로 기소되어 유죄 판결을 받았으며 1946년에 처형되었다.

## 생애
뮈세르트는 1894년 5월 11일 네덜란드 노르트브라반트주 북부에서 태어났다. 그는 어릴 때부터 기술적인 문제에 재능을 보였고 학교를 졸업한 후 델프트 공과대학교 에서 토목공학을 공부하기로 했다. 그는 어머니의 반대에도 불구하고 1917년에 어머니의 자매인 이모 마리아 위틀람과 결혼했다. 1920년대에 그는 플랑드르를 포함한 대네덜란드를 주장하는 디트셰 본드(Dietsche Bond)를 비롯한 몇몇 극우 조직에서 활동했다.
1931년 12월 14일, 그와 그 외 10명은 네덜란드에서 국가사회주의 운동(Nationaal-Socialistische Beweging in Nederland )을 창설했다. 1933년 위트레흐트 에서 열린 시위에는 단지 600명의 지지자가 모였다. 1년 후, NSB는 암스테르담에서 25,000명의 시위대를 모았다. NSB는 1935년 총선에서 30만 표를 얻었는데, 이는 전국 투표의 약 8%에 해당한다. 1937년 선거에서는 그보다 약간 더 많은 득표율을 기록했다.
5월 10일, 독일군이 네덜란드를 침공했고 뮈세르트는 국가평의회(NSB)를 제외한 모든 정당을 억압할 수 있는 허가를 받았다. 뮈세르트는 점령된 나라의 총리로 임명되지 않았다. 그 대신 오스트리아 나치 출신의 아르투어 자이스잉크바르트가 제국판무관으로 임명되었고, 베를린은 협조하지 않는 국민들을 통제하기 위해 뮈세르트를 소환했다. 뮈세르트는 게슈타포와 협력하여 독일 점령에 대한 저항을 진압함으로써 대응했다. 1940년 9월 11일, 뮈세르트는 헨크 펠트마이어에게 국가 안보국(NSB)의 한 부서로 네덜란드 SS를 조직하라고 지시했다.
1941년 2월, 뮈세르트는 함부르크에서 훈련을 받은 제23SS의용기갑척탄병사단 네데를란트의 창설에 동의하고 이를 감독했다. 1941년 11월, 이 부대는 북부집단군의 총괄 지휘를 받아 레닌그라드 근처의 동부 전선으로 파견되었다. 1941년 12월 8일, 네덜란드령 동인도의 독립적인 네덜란드 행정부는 나치 독일의 동맹국인 일본에 선전포고를 했다. 일본의 침략과 점령, 그리고 그에 따른 네덜란드 민간인 10만 명과 군인 5만 명의 수용소 수용 이후, 뮈세르트는 히틀러와의 회동을 요청했다. 1942년 12월 13일, 히틀러는 뮈세르트를 "Leider van het Nederlandse Volk"(네덜란드 국민의 지도자)로 선언했다.
나치 주인들에게 네덜란드 SS와 베르 마트에 복무하던 군부대에 대한 통제권을 잃은 뮈세르트는 1943년 5월 히틀러와 마지막 회동을 가졌는데, 그때 그는 결코 정치적 통제권을 가질 수 없을 것이라는 말을 들었다. 1944년 9월, 네덜란드 철도 노동자들이 지지파업을 벌이는 등 실패로 끝난 마켓 가든 작전 이후, 독일 당국은 철도를 통한 식량 수송을 금지했고, 그 결과 1944/45년 기근이 발생하여 18,000명이 사망했다. 위기 내내 뮈세르트는 자신에게 남은 권력을 잃을까봐 침묵을 지켰다. 전쟁이 끝날 무렵, 네덜란드 남성과 여성 205,901명이 사망했다. 네덜란드는 서유럽의 모든 독일 점령 국가 중 1인당 사망률이 2.36%로 가장 높았다. 또 다른 3만 명이 네덜란드령 동인도에서 일본군과 싸우다가 사망했거나 일본군 포로 수용소에서 사망했다. 네덜란드 민간인들도 그 수용소에 수용되었다.
독일이 항복하자, 무세르트는 1945년 5월 7일 헤이그에 있는 국가안보국 사무실에서 체포되었다. 그는 이틀간의 재판 끝에 11월 28일에 반역죄로 유죄 판결을 받았고, 12월 12일에 사형을 선고받았다. 그는 빌헬미나 여왕에게 관대한 처분을 호소했다. 그녀는 거절했어요. 1946년 5월 7일, 체포된 지 정확히 1년 후, 52번째 생일 4일 전, 무세르트는 나치 정권에 의해 수백 명의 네덜란드 시민이 살해된 헤이그 근처에서 처형되었다.